# Comtat d'Avon
El comtat d'Avon fou un antic comtats d'Anglaterra, situat en territoris de l'occident d'Anglaterra, a la conca del riu Avon. Fou constituït el 1974 i abolit el 1996.
Estava format pel comtat i ciutat de Bristol i àrees dels comtats de Gloucestershire i Somerset, i subdividit en sis districtes: Bristol, Bath, Northavon, Kingswood, Woodspring i Wansdyke. Pel nord limitava amb Gloucestershire, per l'est amb Wiltshire, pel sud amb Somerset i per l'oest limitava amb el canal de Bristol.
La seva superfície era de 1.347 km² i arribà a tenir 919.800 habitants (1991). Entre les ciutats i localitats que estaven en la seva jurisdicció hi trobem Bristol, Bath, Weston-super-Mare, Yate, Clevedon, Midsomer Norton, Radstock, Bradley Stoke, Nailsea, Yatton, Keynsham i Thornbury.
L'existència del comtat no fou gaire popular: la població de Bristol es ressentí d'haver perdut la seva categoria de comtat i els habitants de les àrees que pertanyien a Gloucestershire i Somerset no estaven d'acord amb el fet d'haver estat separats dels seus comtats tradicionals.
El 1996 el comtat d'Avon fou dissolt i el seu territori repartit en quatre autoritats unitàries: la ciutat i l'antic comtat de Bristol, Gloucestershire sud, Somerset nord, i Bath i nord-est de Somerset. El cos de bombers i algunes altres institucions continuen funcionant de forma unificada.